# Dziewczyny w pogo
Dziewczyny w pogo – pierwszy studyjny album zespołu TZN Xenna wydany przez wytwórnię Fonografika w 2012. Materiał zrealizowano między październikiem 2011 a wrześniem 2012 w studiach "Mamoot" i "As One".

## Lista utworów
1. "Guma" (sł. K. Chojnacki, muz. M. Kucharski) – 1:32
2. "Religia" (sł. K. Chojnacki, muz. P. Dubiel) – 1:52
3. "Wolacy" (sł. K. Chojnacki, muz. M. Dynowski, W. Rusak, T. Wrześniowski) – 1:53
4. "Korporacyjny lament song" (sł. Magdalena Linke, muz. K. Chojnacki, M. Dynowski, W. Rusak, T. Wrześniowski) – 2:45
5. "Kałasznikow (myśli niegrzeczne)" (sł. K. Chojnacki, muz. M. Dynowski, W. Rusak, T. Wrześniowski) – 4:45
6. "Wczorajszy sen" (sł. K. Chojnacki, muz. M. Dynowski, W. Rusak, T. Wrześniowski) – 6:05
7. "Samoloty" (sł. i muz. A. Dziki, A. Sobczak, D. Stręk, P. Żyżelewicz) – 1:49
8. "Warszawski krzyż powstańczy" (sł. K. Chojnacki, muz. M. Kucharski, P. Dubiel) – 1:34
9. "Wodzowie" (sł. K. Chojnacki, M. Kucharski, muz. M. Kucharski) – 2:36
10. "Paranoja '81" (sł. K. Chojnacki, muz. M. Kucharski) – 1:42
11. "Nasz wiara?" (sł. K. Chojnacki, muz. M. Dynowski, W. Rusak, T. Wrześniowski) – 3:20
12. "Ścierwo" (sł. K. Chojnacki, muz. M. Dynowski, W. Rusak, T. Wrześniowski) – 2:15
13. "Dziewczyny w pogo" (sł. K. Chojnacki, muz. M. Dynowski, W. Rusak, T. Wrześniowski) – 2:41

## Skład
- "Zygzak" – śpiew
- "Tele Kesur" – gitara
- "Klaus" – gitara basowa, instr. klawiszowe (6)
- "Ognista Dynia" – perkusja

gościnnie
- Monika Kubacka – śpiew (6,13)

### realizacja
- Michał "Pcheła" Piastowicz – realizacja nagrań
- "Smok" – mastering
- "Dziurex" – mastering
- K. Chojnacki – projekt graficzny okładki